# 奇幻作品
奇幻，或稱奇幻作品，是虚构作品的一种类型，表现形式有小说、电影、绘画、漫画、角色扮演游戏等，其故事結構多半以神話、夢境、神秘學與宗教以及古老傳說為設定，因而具有其獨特之世界觀。
奇幻作品的故事背景通常发生在与现实世界规律不同的架空世界中，或是在现实地球中加入超自然因素。奇幻这种題材与科幻、恐怖、童话等既有联系，又有不同。奇幻的特点是神话式的想像和探索。神話传说起源於民间传说，它們不屬於奇幻，但是為奇幻作品的重要灵感来源。

## 词源
中文里的「奇幻」一詞，是由英文的翻譯而來。此一譯名之固定，乃由台灣奇幻文化藝術基金會的負責人朱學恆於1992年在台灣的電玩月刊雜誌《軟體世界》（已於2005年底第200期時休刊，後以季刊方式於2006年夏季時復刊）中，開設為期共一年半的「奇幻圖書館」（Fantasy Library）專欄時固定下來，並沿用至今成為通用譯名。

## 歷史

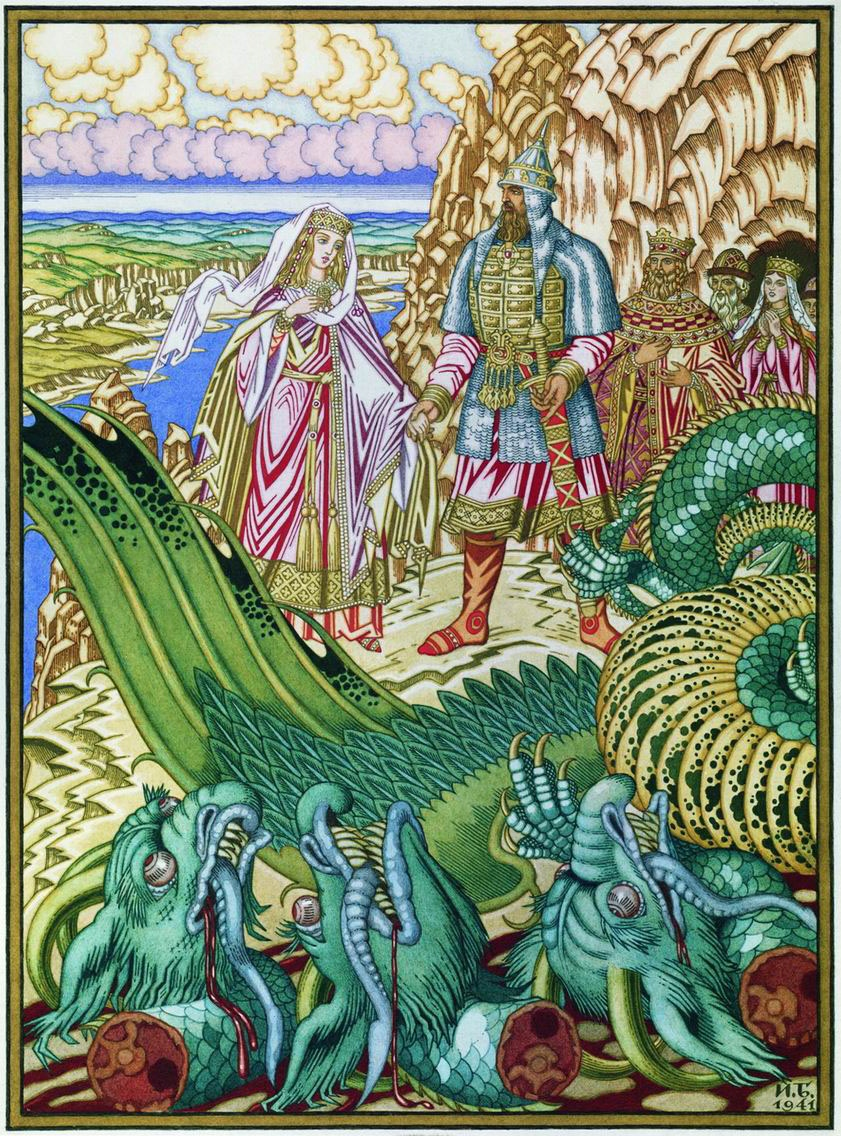
一些童話或是傳說，像是 Dobrynya Nikitich 從惡龍 Gorynych 手中救出 Zabrava Putyaichna 的故事就時常成為奇幻文學的寫作材料

中世纪骑士文学与近现代哥特文学的广泛传播，为奇幻小說的兴起打下了坚实基础。亚瑟王传说为当代奇幻小说提供了另一個重要题材，魔法师梅林、圆桌骑士、马术、浪漫却轮廓鲜明的道德问题，在众多作者笔下呈現紛然不同的面貌。
在19世纪和20世纪初，真正的奇幻作品才出現，许多奇幻小說与科幻小说发表在相同的杂志上（通常也是相同的作者）。在20世纪中叶，J·R·R·托尔金的《哈比人歷險記》和《魔戒》、C·S·路易斯的《納尼亞年代記》、娥蘇拉·勒瑰恩的《地海》系列获得了巨大的声望，奇幻小说写作获得了重生，之后的作品大多模仿这些成功的作品，从神话、史诗和中世纪浪漫文学中借鉴了许多成分。
这些奇幻小說促使了龙与地下城这类角色扮演游戏的诞生，而此类游戏反过来产生了更多的小说，影响和促进奇幻小说的发展。游戏公司发行以它们自己的虚构游戏世界为背景的奇幻小說如龙枪编年史、被遗忘的国度和机甲战士等系列名著。
隨著時代的變遷，世界各地都不斷的推出各個奇幻小說，但結構多半都大同小異。然而，這些在歷史上留上的大作之所以不被取代，不只是經典的因素，而是架空世界充滿奇想，吸引了讀者的閱讀慾望。

## 區別
和其他的作品類別一樣，所謂的奇幻也許只是書商的一種上架策略，未必有一個清晰的定義可以不讓某小說不被預期地踢出或被劃歸這個類別。因此奇幻的區別具有很大的模糊空間。
清晰的指標可以讓你知道一篇小說可能更接近或是遠離這個類別，那就是所謂「約定俗成的要素」。當讀者反覆看到這些要素時，自然會傾向於認為它屬於奇幻類別，而不管學者如何進行批判或挑剔，或是作者自己對於被劃歸類別具有反感。

### 與玄幻作品的區別
奇幻與玄幻的分別，就是在於奇幻作品多半以現實神話、宗教傳說為設定，而玄幻小说則完全脫離了現實世界的範疇。
玄幻小說所涵蓋的類型大致上和英語中的較為接近。約莫在玄幻一詞開始普及的同時期，奇幻一詞亦被引入中文用於對譯fantasy，但由於兩者的使用社群重疊不大，因而各自發展出不同的意涵。
對於慣於以奇幻對譯fantasy的社群而言，玄幻現在更廣泛意指「混和奇幻、科幻、武俠...等多重要素的中文幻想小說」。
對於慣於以玄幻來統稱幻想小說的社群而言，他們有時會以玄幻來統括fantasy的範疇，有時會以魔幻一詞來指稱歐美的fantasy小說，尤其是強調其偏重於超自然與魔法的特色。
由于玄幻小说多来自于網路写手，成文的同时就在网络上发表，经常在连载过程中改变自己的风格以适应观众(因拥有即时发表意见的可能，所以更像是观众而非读者)，这些更改也許使得小说內容经常发生前后矛盾的现象，但只要劇情安排精采合理，不用特意去區別作品的類別，也可以章節主題份量作為區分，若每段章節主題範圍上在虛構的世界並僅加入少許其他非傳統情節，可歸類於奇幻小說；若章節環繞在武俠、科幻上而魔法僅做為點綴，則較被認同為玄幻小說。

### 與科幻作品的區別
奇幻與科幻不同之處在於奇幻通常較偏向非百分之百理性或是不可預測的世界結構上（內容多有魔法、劍、先知），以時間序區分，奇幻較偏向過去也就是歷史中尋求背景依據或是相似，而科幻則會偏向現有科技的延續，強化及加強科學方面想像。
在科幻中使用奇幻元素稱為科學奇幻，但經常性地僅作為作品點題需要，原則不和太空歌劇或硬科幻諱背，所以純粹的科奇幻不多見，如星際大戰的原力或高達系列的新人類，像硬科幻中引入神話色彩，沙丘系列的香料或基地系列的心理史學等，便較重架空歷史色彩等。

### 與宗教作品的區別
除了外星人之外，對於一些不是人類的角色在故事中出現的情況，仍需更小心的推敲，比方說它們被視為或自稱為鬼神，有時無疑地證明是一篇奇幻小說，但也有許多時候這篇作品的完成出自一個嚴肅的宗教宣傳動機。對於信仰者而言，這些現實中好像不存在也不容易發覺的生物種族或是鬼神，而且無疑地是擁有類人或是超人智慧的，只要信仰的宗教這麼主張了這份文學作品區分，而不能歸類於一種奇幻文學。

### 與武俠作品的區別
早期武俠小說和影片，偏好神話色彩的武功和英雄(如劍仙)，還有種種真實不存在的法寶和怪物，代表有電影如來神掌或火燒紅蓮寺，小說中有還珠樓主著的蜀山劍俠傳，故事多較艱深和抽象，和奇幻的觀念很接近，稱為劍仙派武俠。但當代的武俠小說寫的都是普通人類的武林高手而不是神話英雄，並多有很強烈的歷史背景，所以和奇幻的分別較明顯了。而以類武俠的奇幻可能是屬修真小說的仙俠類作品。

## 典型要素
奇幻作品通常包含以下要素：

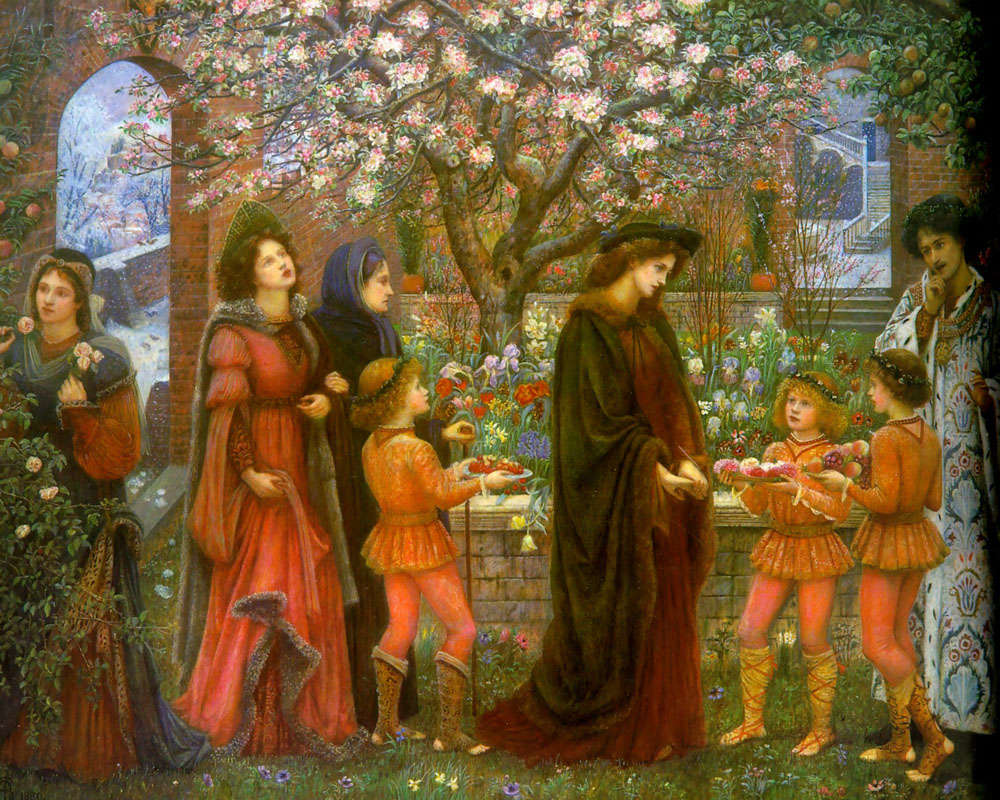
至今尚無法確定在許多作品中、包含在那些令人驚奇的事物內的作者信念，例如十日談中令人陶醉的花園。

1. 與現有物理規律不合符的超自然現象，通常以魔法作為代表。
2. 在預設或者是在解釋這些現象之後而針對某些故事或傳說進行創作，以作家觀點而言，就是創作世界觀與元素設定。
3. 架空世界
4. 虛構的生物或種族
5. 虛構的神話宗教體系
6. 主角隊伍
7. 邪惡勢力

一般說來奇幻作品分5個類型：
新神話主義類型、虛擬架空類型、玄幻修真類型、都市奇幻類型和外來奇幻類型。
通常奇幻作品的最大特點在於它是建立在一個全新或至少部分虛構的世界觀之下，因此得以譜寫出與實際相異或完全不同的故事。以著名的奇幻世界觀——被遺忘的國度為底本創作的小說，就有超過千種。

### 架空世界
以魔戒為首杜撰一個世界作為奇幻小說的發生舞台已經成為常見手法。不過在此之前，某些這類的世界似乎經由鏡子,樹洞和櫃子等等物體和地球相通。為了證明作者的想像力，讓這個世界被扛在大烏龜殼,大象和植物背上已不稀奇，世界的外海外緣佈置連續的大瀑布讓落下去的任何東西永遠消失也不再是新奇的點子。
可以讓這個世界座落在海底的巨大氣泡中，或者讓架空世界中全部有沒有智慧的生物都擁有飛行或漂浮能力、而在深不見底的大氣半空中結巢居住。作家們一定還有更奇妙的點子。
有些奇幻作品的世界觀會設定在離現代非常遙遠的歷史時代，例如日本的平安時代或是中國的唐朝等等。這樣的例子在亞洲地區的作品裡最為常見。

### 虛構的生物或種族
一個顯然不是人類或真實動物的生物種族，嘗試或理所當然地和故事中的角色順利溝通，時常是判斷一篇作品屬於奇幻类型的開始，除非在接下來牠們的自我介紹中馬上談到自己來自其他地方。
他們大多是以傳說生物或是真實存在的事物為範本，比方說精靈、矮人、西方龍、不死鳥等等；而在另外的一些作品中那可能只是一張會說話的撲克牌。這些非我族類和人類之間的關係在各作品裡都有不同的描寫。它們有些被人類視為敵人，也有些是人類的聯友。有的作品將他們描寫成非正常的存在，仍未脫離掉超自然的鬼神身份，但有些則將它們設定成和一般的動物或民族毫無兩樣。
在一些被歸類於嚴肅奇幻的作品當中，這樣的族群也許會有自己的特長、社會、文化甚至演化分支，無論如何它們長成這樣、或說被描寫成這樣，大都是為了在故事中演出一些人類辦不到的事情。

### 虛構的神話宗教體系
越有名的作品越會極力避免影射現實中的宗教可能會為作者帶來的麻煩，因此無論是科幻或奇幻作品，當觸及和信仰有關的議題時，一個捏造的神話和宗教體系便應運而生。
當然有時候虛構的神祇不是因為這麼高尚的理由出現，單純只是因為一群更具威力的角色對於故事的戲劇性開展將有著無可取代的重要貢獻。

### 主角隊伍
鮮少有奇幻作品的作者，不用某種奇特的職業來象徵他在自己的架空世界中捏造的文化。最常見的例子就是：當一個世界有魔法存在，無可避免地就會產生一些稱為法師這種以之為業的人。這種事情在科幻小說中比較罕見，但類似例子仍然讓人耳熟能詳，比如說星際大戰中的絕地武士。
紅花也須有綠葉相襯，彰顯這種職業身份的特殊性最好的辦法就是對照者的存在，而且最好不只一個，任務隊伍就這樣誕生了，例如在佛羅多、亞拉岡等凡人中更顯得具有不凡身份地位的法師甘道夫。
角色扮演遊戲的出現無疑地強化了奇幻小說的這種成分，後世的奇幻作家們完全沒有必要在寫小說時再去為法師要用哪一招來克敵制勝而煩惱。就算他們有這方面的喜好，他們的點子也很難比無數遊戲製作團隊的更好。

### 邪惡勢力
許多奇幻作品中的特殊文明，比方說魔法，是「可驗證」的，也就是說它很科學。但是連擁有最深厚數理邏輯根基的架空背景設定者，都很難否認，當一顆邪惡的能量寶珠就擁有組織一批勢力壓倒性龐大的軍隊的力量時，對於劇情的開展而言非常便利，甚至比捏造那些神祇更簡單。
在魔戒電影中看到那些據說經由某種方法將哥布林和精靈合成、而在誕生時痛聲哀嚎的半獸人時，猜想牠或許早已經知道此後無數擔負起被英雄宰割任務的邪惡生物，都將會經由類似的神秘難明的途徑一窩蜂地大量生產出來。

## 主要作品

### 歐美文学
- 《蛮王柯南》系列 - 罗伯特·霍华德 1932年
- 《幽灵古堡（英语：Gormenghast (series)）》三部曲 - 馬溫·皮克 1946年
- 《納尼亞》系列 - C·S·路易斯 1950年
- 《魔戒》系列 - J·R·R·托爾金 1954年
- 《地海》系列 - 娥蘇拉·勒瑰恩 1968年
- 《最后的独角兽》 - 彼得·毕格 1968年
- 《安珀志（英语：The Chronicles of Amber）》 - 羅傑·澤拉茲尼 1970年
- 《赫德御謎士（英语：The Riddle-Master of Hed）》系列 - 派翠西亞·麥奇莉普 1976年
- 《精靈寶鑽》 - J·R·R·托爾金 1977年
- 《莎拉娜之剑（英语：The Sword of Shannara）》系列 - 泰瑞·布魯克斯 1977年
- 《奎師塔門西的眾世界》系列 - 黛安娜·韋恩·瓊斯 1977年
- 《圣石传奇（英语：The Belgariad）》系列 - 大卫·艾丁斯（英语：David Eddings） 1982年
- 《黑塔》系列 - 斯蒂芬·金 1982年
- 《碟形世界（英语：Discworld）》系列 - 泰瑞·普萊契 1983年
- 《费奥纳瓦织锦（英语：The Fionavar Tapestry）》三部曲 - 盖伊·凯佛列·凯伊（英语：Guy Gavriel Kay） 1984年
- 《龍槍》系列- 主要為瑪格麗特·魏絲和崔西·西克曼（英语：Tracy Hickman） 1984年
- 《创者传（英语：The Tales of Alvin Maker）》 - 奥森·斯科特·卡德 1987年
- 《黑暗精靈》系列 - R·A·萨尔瓦多 1988年
- 《死亡之門（英语：The Death Gate Cycle）》系列 - 瑪格麗特·魏絲和崔西·西克曼（英语：Tracy Hickman） 1990年
- 《时光之轮》 - 羅伯特·喬丹 1990年
- 《真理之劍》系列 - 泰瑞·古德坎（英语：Terry Goodkind） 1994年
- 《刺客系列》系列 - 羅蘋·荷布 1995年
- 《黑暗元素三部曲》系列 - 菲力普·普曼 1995年
- 《冰与火之歌》系列 - 喬治·R·R·馬丁 1996年
- 《哈利·波特》系列 - J·K·罗琳 1997年
- 《魔法船（英语：Liveship Traders Trilogy）》系列 - 羅蘋·荷布 1998年
- 《美国众神》 - 尼爾·蓋曼 2001年
- 《遺產四部曲》 - 克里斯托弗·鲍里尼 2002年
- 《向達倫大冒險》系列 - 向達倫 2002年
- 《大魔法师（英语：Jonathan Strange & Mr Norrell）》 - 苏珊娜·克拉克 2004年
- 《遠古幽暗的紀年》系列 - 米雪爾·佩福 2004年
- 《魔域大冒險》系列 - 向達倫 2005年
- 《諸神之城：伊嵐翠》 - 布蘭登·山德森 2005年
- 《夜城系列小說》- 西蒙·R·格林（英语：Simon R. Green） 2006年
- 《夢書之城》（The City of Dreaming Books）- 瓦爾特．莫爾斯（Walter Moers）
- 《永恆戰士》系列（Eternal Champion）- 麥克．摩考克（Michael Moorcock）
- 《獸血紋》系列（Monster Blood Tattoo）- D.M. 康尼士（D. M. Cornish）
- 《波西傑克森》系列（Percy Jackson & the Olympians）-雷克．萊爾頓（Rick Riordan）
- 《龍騎士系列》系列（Dragon Knight）-戈登·R·迪克森（Gordon R. Dickson）
- 《迷霧之子》系列（Mistborn）-布蘭登·山德森（Brandon Sanderson）
- 《歷史守護者》系列（The History Keepers）-戴米恩·迪本（Damian Dibben）
- 《不死煉金術師》系列（The Secrets of the Immortal Nicholas Flamel）-麥可·史考特（Michael Scott）
- 《魔女高校》系列（Hex Hall）-瑞秋·霍金斯（Rachel Hawkins）
- 《幻城》系列（Cornache del Mondo Emerso）-麗齊亞·特洛伊斯（Licia Troisi）

### 欧美游戏
- 巫师系列
- 上古卷軸系列
- 龙腾世纪系列
- 博德之门系列
- 哥特王朝系列
- 无冬之夜系列
- 魔法門系列
- 暗黑破坏神系列
- 戰神系列

### 俄羅斯
- 《巡者系列》- 謝爾蓋·盧基揚年科

### 東亞
- Div
  - 《地獄系列》
  - 《陰界黑幫》
- 烟雨江南
  - 《亵渎》
- 夢枕獏
  - 《陰陽師》系列
  - 《幻獸少年》系列
  - 《沙門空海》系列
- 菊地秀行
  - 《吸血鬼獵人D》系列
- 水野良
  - 《羅德斯島戰記》系列
- 吉田直
  - 《叛逆的諸神》
- 小野不由美
  - 《十二國記》系列
  - 《東京異聞》
- 結城光流
  - 《篁破幻草子》系列
  - 《少年陰陽師》系列
- 上橋菜穗子
  - 《守護者系列》
- 畢華流
  - 《荒原三部曲》
  - 《桑梓荒原記》
  - 《白狼傳》
- 水泉
  - 《風動鳴》系列
  - 《銀色域》系列
  - 《沉月之鑰》系列
  - 《逐藍》系列
  - 《異願洛恩斯》系列
- 李榮道
  - 《龍族》系列
  - 《喝眼淚的鳥》
- 沧月
  - 《镜》系列
  - 《羽》系列
  - 《星空》
- 南方玫瑰
  - 《十世轉生》系列
  - 《北之星冠》系列
- 御我
  - 《1/2王子》系列
  - 《不殺》系列
  - 《GOD》系列
  - 《玄日狩》系列
  - 《吾命騎士》系列
  - 《非關英雄》系列
  - 《公華》系列
  - 《人娃契》系列
- Necroman
  - 《枪·血玫瑰·necromancer》
  - 《暴风雨中的蝴蝶》
- 时间的守护者
  - 《死亡骑士》
  - 《魔女与魔神》
- 護玄
  - 《特殊傳說》系列
  - 《因與聿案簿錄》系列
  - 《異動之刻》系列
  - 《兔俠》系列
- 蝴蝶
  - 《禁咒師》系列
- 秀弘
  - 《玄靈的天平》系列
  - 《虛無的彌撒》系列
  - 《深淵禮讚：詭祕穹宇的妄執演繹》

### 前近代
- 中國
  - 《太平廣記》（宋代）李昉等人
  - 《西遊記》（明代）吳承恩
  - 《封神演義》（明代）許仲琳
  - 《閱微草堂筆記》（清代）紀昀
- 英國
  - 《贝奥武甫》（八世纪）佚名
  - 《亚瑟王之死》（十五世纪）托马斯·马洛礼
  - 《仙后》（十六世纪）埃德蒙·斯宾塞
  - 《仲夏夜之夢》（十六世紀）莎士比亞
  - 《失樂園》（十七世紀）約翰·彌爾頓
- 德國
  - 《尼伯龙根之歌》（十二世纪）佚名
  - 《浮士德》（十八世紀）歌德
- 日本
  - 《竹取物語》（平安時代）
  - 《御伽草子》（室町時代）
  - 《雨月物語》（江戶時代）

## 外部連結
- 奇幻文化藝術基金會（页面存档备份，存于）
- 中譯奇幻小說書目（页面存档备份，存于）